# Елизавета Августа Зульцбахская
Елизавета Мария Алоиза Августа Пфальц-Зульцбахская (нем. Elisabeth Marie Aloise Auguste von Pfalz-Sulzbach; 17 января 1721, Мангейм, Margraviate of Baden — 17 августа 1794, Вайнхайм) — пфальцграфиня Зульцбахская, в замужестве — курфюрстина Баварии, дочь принца Иосифа Карла Пфальц-Зульцбахского и Елизаветы Пфальц-Нойбургской, жена Карла Теодора Баварского.

## Биография

### Детские годы
Елизавета Августа родилась 17 января 1721 года в семье Йозефа Карла Зульцбахского, который был старшим сыном правящего герцога Теодора Эсташа, и его жены Елизаветы Нойбургской. Девочка стала первым ребёнком четы, который выжил. Впоследствии у неё родились две младшие сестры — Мария Анна и Мария Франциска. Брат, также рождённый после неё, умер в трёхлетнем возрасте. Мать умерла при родах, когда девочке исполнилось семь. Через год ушёл из жизни и отец. Сестры воспитывались при дворе дедушки Теодора Эсташа, а впоследствии — дяди Иоганна Кристиана.

### Замужество

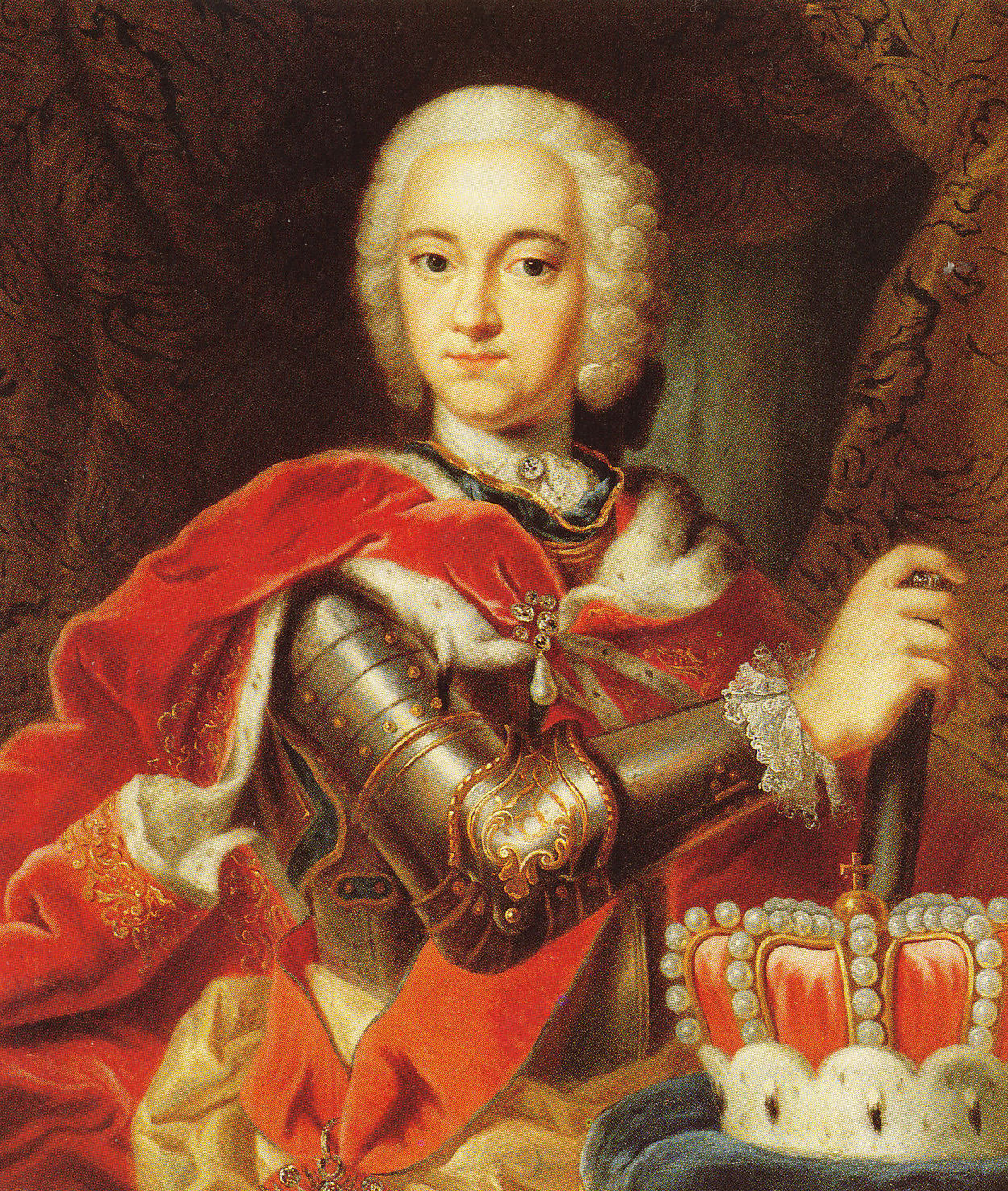
Карл Теодор. 1744

На свой двадцать первый день рождения Елизавета Августа вышла замуж за кузена Карла Теодора, сына Иоганна Кристиана, который был младше на четыре года. Свадьба прошла в Мангейме. Её родная сестра Мария Анна тогда же была обвенчена с принцем Клеменсом Баварским.
В том же году Карл Теодор стал курфюрстом Пфальца, пфальцграфом Нойбурга и герцогом Юлиха и Берга.

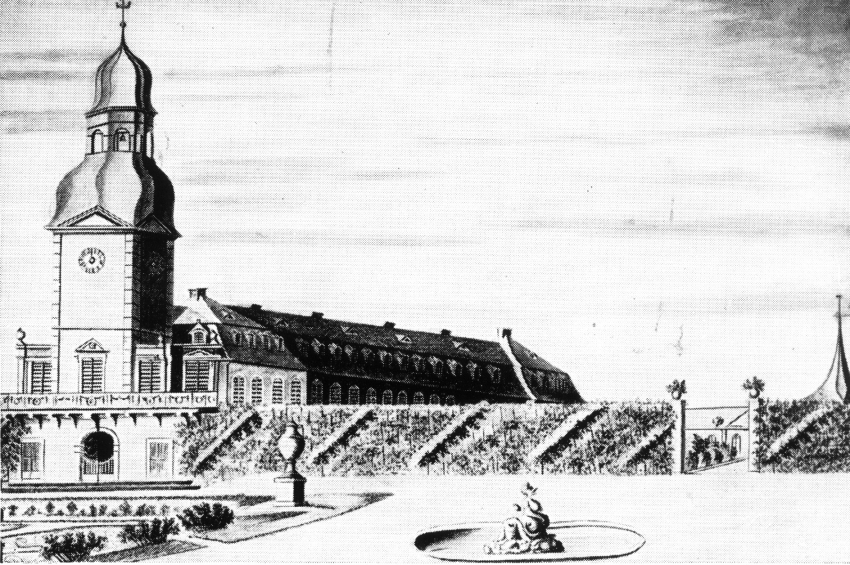
Замок Оггерсхайм

Брак оказался неудачным. Елизавета родила только одного сына Франца Людвига Йозефа (28—29 июня 1762), скончавшегося на следующий день после рождения. С тех пор супруги, в основном, жили врозь. И Елизавета, и Карл Теодор имели любовников, но развод не требовали. Жена выбрала себе резиденцию замок Огерсхайм. Сначала она проводила там только летние месяцы, а впоследствии стала проводить все больше времени. Она сделала замок центром науки и искусства. Там проводились различные фестивали, музыкальные и театральные постановки. Когда Карл Теодор в 1777 году стал курфюрстом Баварии и вскоре перенёс свою резиденций в Мюнхен, Елизавета осталась в Огерсхайме. Она ещё некоторое время ещё продолжала сохранять экономическую независимость от монаршего двора.
В этом замке Елизавета проводила большую часть времени вплоть до 1793 года, пока французские революционные войска не вошли в Пфальц. Тогда курфюрстина перебралась в Вайнхайм. Захваченный французами замок почти полностью сгорел. Уцелевшие здания впоследствии тоже были разрушены, лишь в 1980 году на месте Огерсхайма была построена новая католическая церковь.
Елизавета умерла 17 августа 1794 в возрасте 73 лет. Похоронена была в Мюнхене.
Её муж женился на следующий год в надежде иметь законного наследника. Но молодая жена, Леопольдина Австрийская, избегала физической близости с мужем.
Карл Теодор умер в 1799 году, не имея детей в браке. Курфюрстом Баварии стал племянник Елизаветы Августы, Максимилиан Йозеф.

## Награды
- 30 апреля 1760 года курфюрстине Елизавете Августе был пожалован орден Святой Екатерины 1 степени[3].

## Галерея

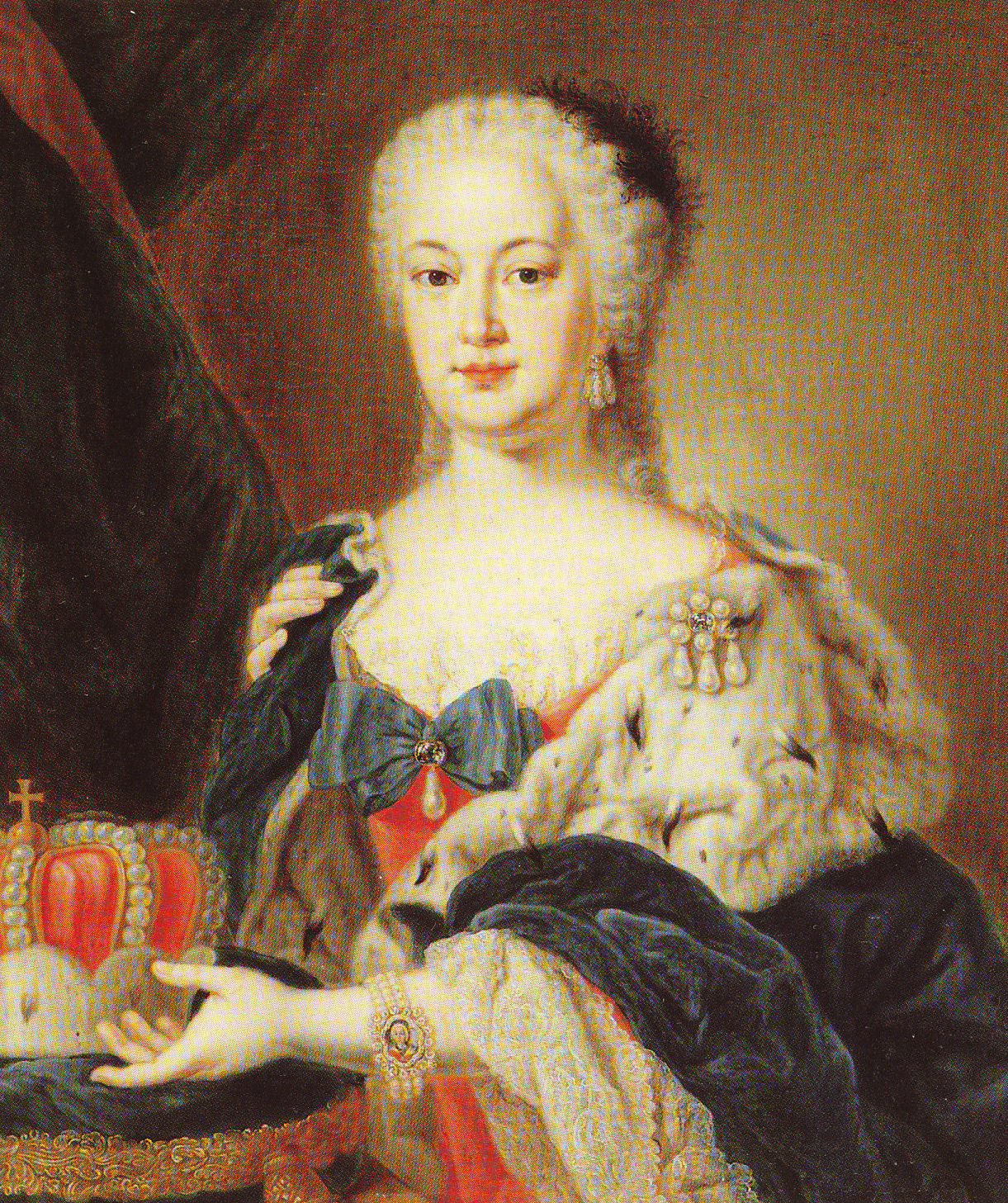
Елизавета на портрете Безольда
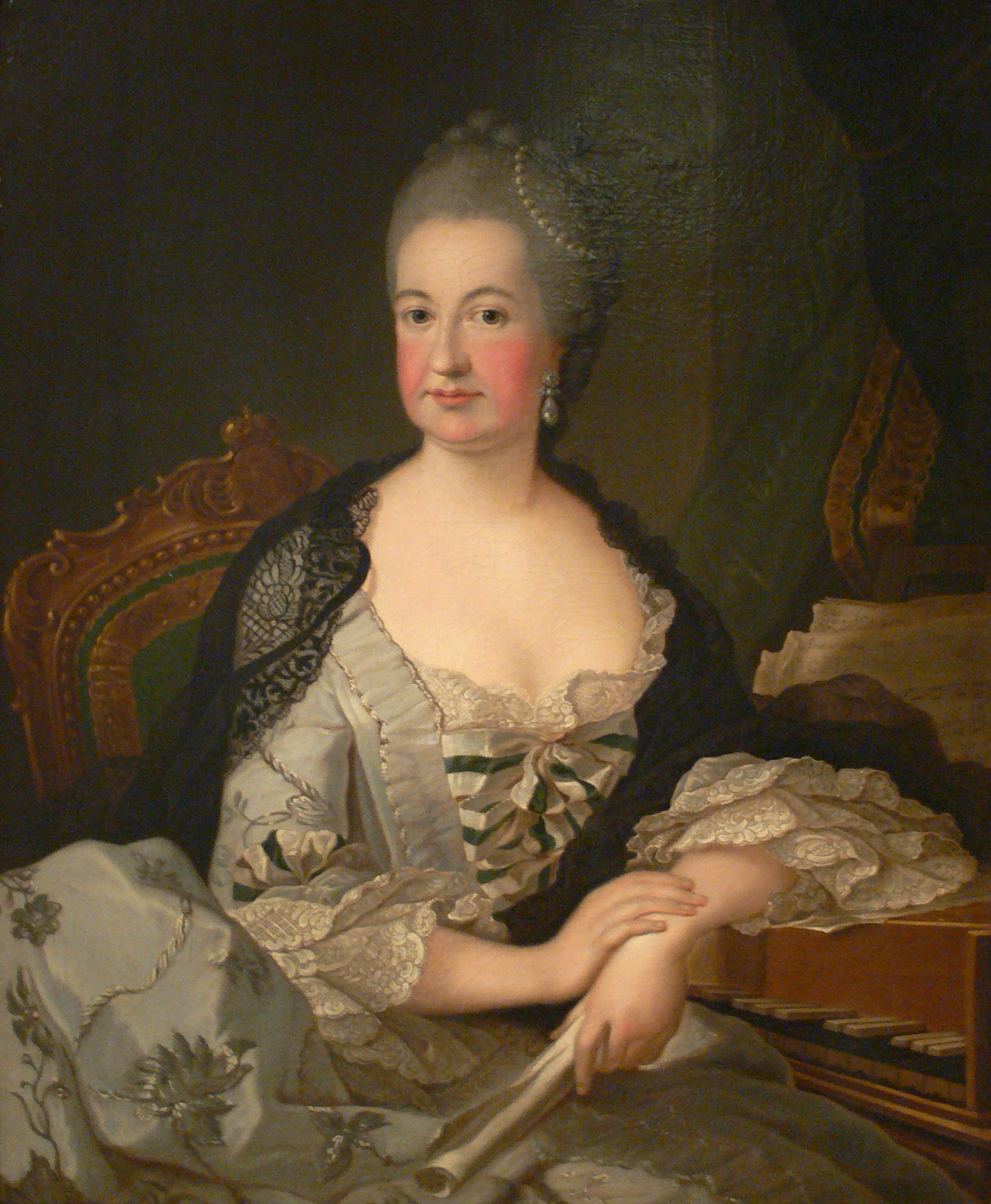
На портрете Тишбейна
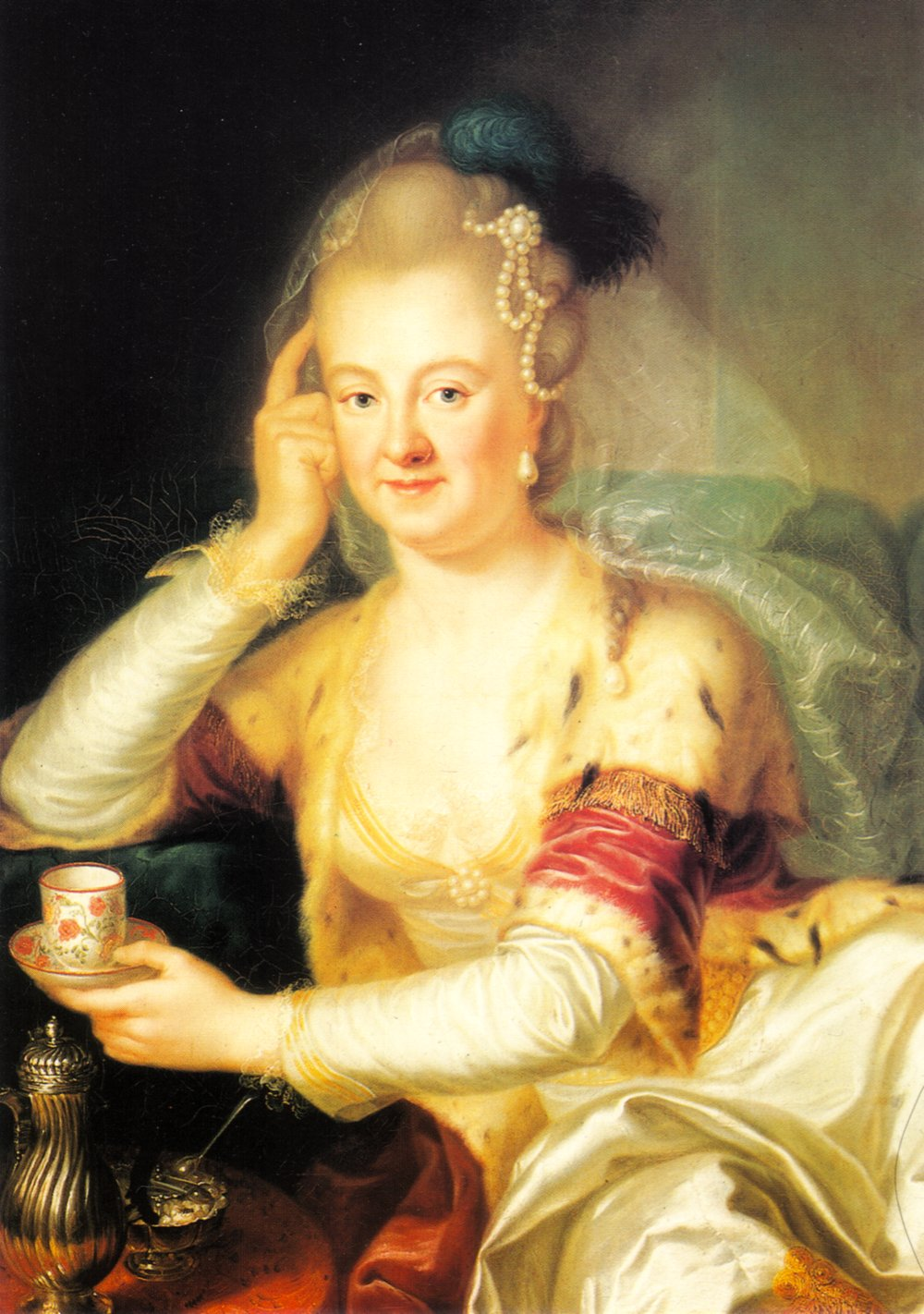
На портрете Брандта.
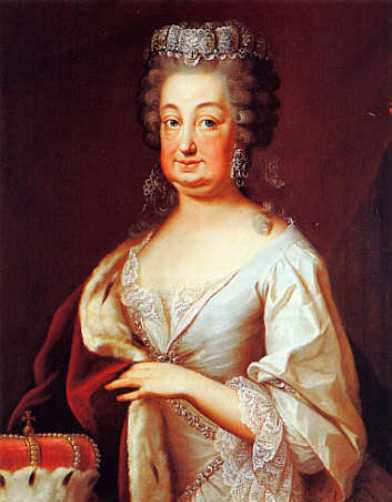
Елизавета Августа, неизвестный художник
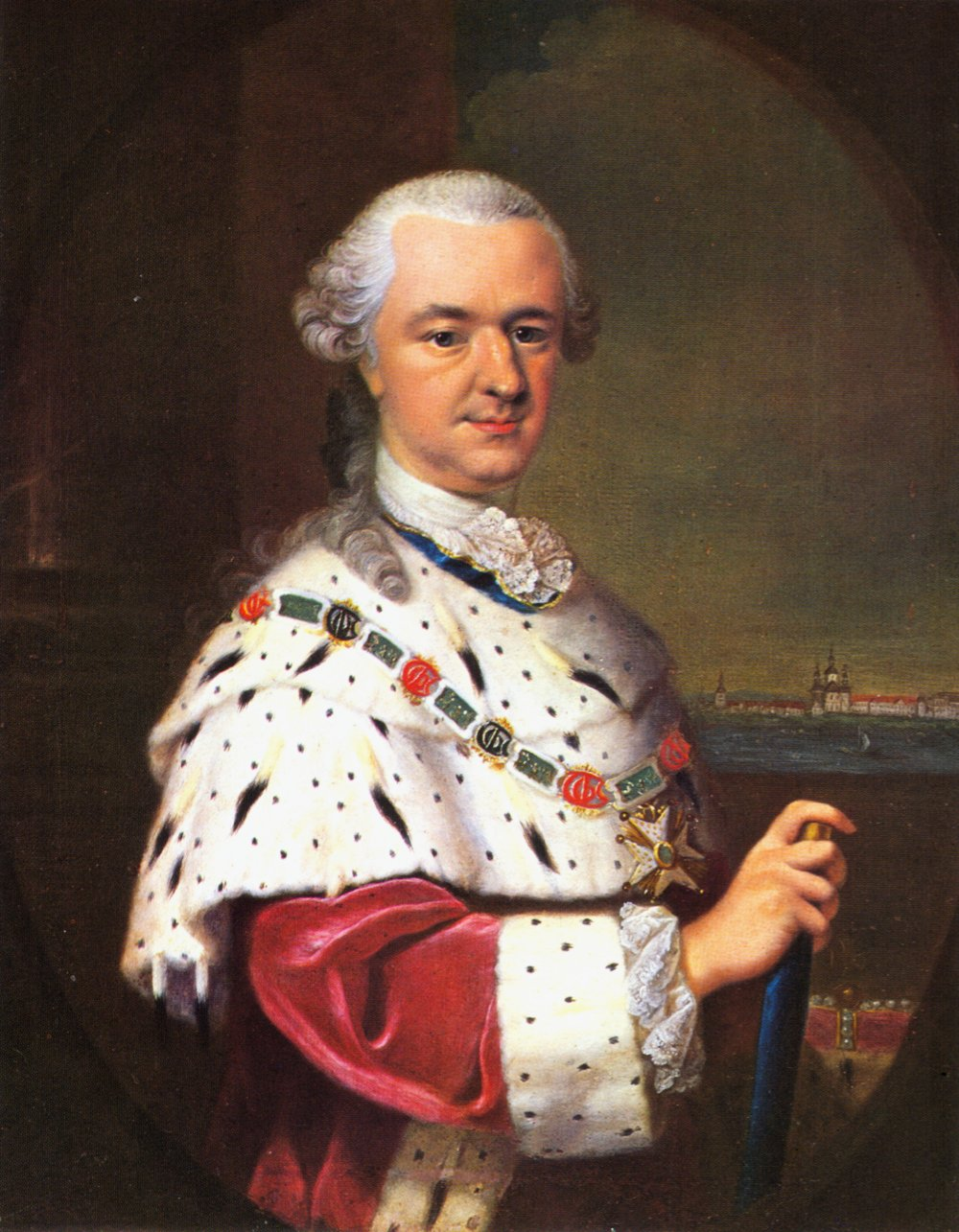
Карл-Теодор в зрелом возрасте

## Семейное древо
| Кристиан Август Зульцбахский | Кристиан Август Зульцбахский | Кристиан Август Зульцбахский | Кристиан Август Зульцбахский | Кристиан Август Зульцбахский | Кристиан Август Зульцбахский |                           |                           | Амалия Нассау-Зигенская   | Амалия Нассау-Зигенская   | Амалия Нассау-Зигенская | Амалия Нассау-Зигенская | Амалия Нассау-Зигенская | Амалия Нассау-Зигенская |                         |                         | Вильгельм I Гессен-Ротенбурский | Вильгельм I Гессен-Ротенбурский | Вильгельм I Гессен-Ротенбурский | Вильгельм I Гессен-Ротенбурский | Вильгельм I Гессен-Ротенбурский     | Вильгельм I Гессен-Ротенбурский     |                                     |                                     | Мария Анна Лёвенштайн-Вертхаймская  | Мария Анна Лёвенштайн-Вертхаймская  | Мария Анна Лёвенштайн-Вертхаймская | Мария Анна Лёвенштайн-Вертхаймская | Мария Анна Лёвенштайн-Вертхаймская | Мария Анна Лёвенштайн-Вертхаймская |  |  | Филипп Вильгельм Нойбургский | Филипп Вильгельм Нойбургский | Филипп Вильгельм Нойбургский | Филипп Вильгельм Нойбургский | Филипп Вильгельм Нойбургский | Филипп Вильгельм Нойбургский |                 |                 | Елизавета Гессен-Дармштадтская | Елизавета Гессен-Дармштадтская | Елизавета Гессен-Дармштадтская | Елизавета Гессен-Дармштадтская | Елизавета Гессен-Дармштадтская | Елизавета Гессен-Дармштадтская |                              |                              | Богуслав Радзивилл           | Богуслав Радзивилл           | Богуслав Радзивилл | Богуслав Радзивилл | Богуслав Радзивилл          | Богуслав Радзивилл          |                             |                             | Анна Мария Радзивилл        | Анна Мария Радзивилл        | Анна Мария Радзивилл | Анна Мария Радзивилл | Анна Мария Радзивилл | Анна Мария Радзивилл |  |  |
| Кристиан Август Зульцбахский | Кристиан Август Зульцбахский | Кристиан Август Зульцбахский | Кристиан Август Зульцбахский | Кристиан Август Зульцбахский | Кристиан Август Зульцбахский |                           |                           | Амалия Нассау-Зигенская   | Амалия Нассау-Зигенская   | Амалия Нассау-Зигенская | Амалия Нассау-Зигенская | Амалия Нассау-Зигенская | Амалия Нассау-Зигенская |                         |                         | Вильгельм I Гессен-Ротенбурский | Вильгельм I Гессен-Ротенбурский | Вильгельм I Гессен-Ротенбурский | Вильгельм I Гессен-Ротенбурский | Вильгельм I Гессен-Ротенбурский     | Вильгельм I Гессен-Ротенбурский     |                                     |                                     | Мария Анна Лёвенштайн-Вертхаймская  | Мария Анна Лёвенштайн-Вертхаймская  | Мария Анна Лёвенштайн-Вертхаймская | Мария Анна Лёвенштайн-Вертхаймская | Мария Анна Лёвенштайн-Вертхаймская | Мария Анна Лёвенштайн-Вертхаймская |  |  | Филипп Вильгельм Нойбургский | Филипп Вильгельм Нойбургский | Филипп Вильгельм Нойбургский | Филипп Вильгельм Нойбургский | Филипп Вильгельм Нойбургский | Филипп Вильгельм Нойбургский |                 |                 | Елизавета Гессен-Дармштадтская | Елизавета Гессен-Дармштадтская | Елизавета Гессен-Дармштадтская | Елизавета Гессен-Дармштадтская | Елизавета Гессен-Дармштадтская | Елизавета Гессен-Дармштадтская |                              |                              | Богуслав Радзивилл           | Богуслав Радзивилл           | Богуслав Радзивилл | Богуслав Радзивилл | Богуслав Радзивилл          | Богуслав Радзивилл          |                             |                             | Анна Мария Радзивилл        | Анна Мария Радзивилл        | Анна Мария Радзивилл | Анна Мария Радзивилл | Анна Мария Радзивилл | Анна Мария Радзивилл |  |  |
|                              |                              |                              |                              |                              |                              |                           |                           |                           |                           |                         |                         |                         |                         |                         |                         |                                 |                                 |                                 |                                 |                                     |                                     |                                     |                                     |                                     |                                     |                                    |                                    |                                    |                                    |  |  |                              |                              |                              |                              |                              |                              |                 |                 |                                |                                |                                |                                |                                |                                |                              |                              |                              |                              |                    |                    |                             |                             |                             |                             |                             |                             |                      |                      |                      |                      |  |  |
|                              |                              |                              |                              | Теодор Эсташ Зульцбахский    | Теодор Эсташ Зульцбахский    | Теодор Эсташ Зульцбахский | Теодор Эсташ Зульцбахский | Теодор Эсташ Зульцбахский | Теодор Эсташ Зульцбахский |                         |                         |                         |                         |                         |                         |                                 |                                 |                                 |                                 | Мария-Элеонора Гессен-Ротенбургская | Мария-Элеонора Гессен-Ротенбургская | Мария-Элеонора Гессен-Ротенбургская | Мария-Элеонора Гессен-Ротенбургская | Мария-Элеонора Гессен-Ротенбургская | Мария-Элеонора Гессен-Ротенбургская |                                    |                                    |                                    |                                    |  |  |                              |                              |                              |                              | Карл III Филипп              | Карл III Филипп              | Карл III Филипп | Карл III Филипп | Карл III Филипп                | Карл III Филипп                |                                |                                |                                |                                |                              |                              |                              |                              |                    |                    | Людовика-Каролина Радзивилл | Людовика-Каролина Радзивилл | Людовика-Каролина Радзивилл | Людовика-Каролина Радзивилл | Людовика-Каролина Радзивилл | Людовика-Каролина Радзивилл |                      |                      |                      |                      |  |  |
|                              |                              |                              |                              | Теодор Эсташ Зульцбахский    | Теодор Эсташ Зульцбахский    | Теодор Эсташ Зульцбахский | Теодор Эсташ Зульцбахский | Теодор Эсташ Зульцбахский | Теодор Эсташ Зульцбахский |                         |                         |                         |                         |                         |                         |                                 |                                 |                                 |                                 | Мария-Элеонора Гессен-Ротенбургская | Мария-Элеонора Гессен-Ротенбургская | Мария-Элеонора Гессен-Ротенбургская | Мария-Элеонора Гессен-Ротенбургская | Мария-Элеонора Гессен-Ротенбургская | Мария-Элеонора Гессен-Ротенбургская |                                    |                                    |                                    |                                    |  |  |                              |                              |                              |                              | Карл III Филипп              | Карл III Филипп              | Карл III Филипп | Карл III Филипп | Карл III Филипп                | Карл III Филипп                |                                |                                |                                |                                |                              |                              |                              |                              |                    |                    | Людовика-Каролина Радзивилл | Людовика-Каролина Радзивилл | Людовика-Каролина Радзивилл | Людовика-Каролина Радзивилл | Людовика-Каролина Радзивилл | Людовика-Каролина Радзивилл |                      |                      |                      |                      |  |  |
|                              |                              |                              |                              |                              |                              |                           |                           |                           |                           |                         |                         |                         |                         |                         |                         |                                 |                                 |                                 |                                 |                                     |                                     |                                     |                                     |                                     |                                     |                                    |                                    |                                    |                                    |  |  |                              |                              |                              |                              |                              |                              |                 |                 |                                |                                |                                |                                |                                |                                |                              |                              |                              |                              |                    |                    |                             |                             |                             |                             |                             |                             |                      |                      |                      |                      |  |  |
|                              |                              |                              |                              |                              |                              |                           |                           |                           |                           |                         |                         | Йозеф Карл Зульцбахский | Йозеф Карл Зульцбахский | Йозеф Карл Зульцбахский | Йозеф Карл Зульцбахский | Йозеф Карл Зульцбахский         | Йозеф Карл Зульцбахский         |                                 |                                 |                                     |                                     |                                     |                                     |                                     |                                     |                                    |                                    |                                    |                                    |  |  |                              |                              |                              |                              |                              |                              |                 |                 |                                |                                |                                |                                | Елизавета Пфальц-Нейбургская   | Елизавета Пфальц-Нейбургская   | Елизавета Пфальц-Нейбургская | Елизавета Пфальц-Нейбургская | Елизавета Пфальц-Нейбургская | Елизавета Пфальц-Нейбургская |                    |                    |                             |                             |                             |                             |                             |                             |                      |                      |                      |                      |  |  |
|                              |                              |                              |                              |                              |                              |                           |                           |                           |                           |                         |                         | Йозеф Карл Зульцбахский | Йозеф Карл Зульцбахский | Йозеф Карл Зульцбахский | Йозеф Карл Зульцбахский | Йозеф Карл Зульцбахский         | Йозеф Карл Зульцбахский         |                                 |                                 |                                     |                                     |                                     |                                     |                                     |                                     |                                    |                                    |                                    |                                    |  |  |                              |                              |                              |                              |                              |                              |                 |                 |                                |                                |                                |                                | Елизавета Пфальц-Нейбургская   | Елизавета Пфальц-Нейбургская   | Елизавета Пфальц-Нейбургская | Елизавета Пфальц-Нейбургская | Елизавета Пфальц-Нейбургская | Елизавета Пфальц-Нейбургская |                    |                    |                             |                             |                             |                             |                             |                             |                      |                      |                      |                      |  |  |
|                              |                              |                              |                              |                              |                              |                           |                           |                           |                           |                         |                         |                         |                         |                         |                         |                                 |                                 |                                 |                                 |                                     |                                     |                                     |                                     |                                     |                                     |                                    |                                    |                                    |                                    |  |  |                              |                              |                              |                              |                              |                              |                 |                 |                                |                                |                                |                                |                                |                                |                              |                              |                              |                              |                    |                    |                             |                             |                             |                             |                             |                             |                      |                      |                      |                      |  |  |
|                              |                              |                              |                              |                              |                              |                           |                           |                           |                           |                         |                         |                         |                         |                         |                         |                                 |                                 |                                 |                                 |                                     |                                     |                                     |                                     |                                     |                                     |                                    |                                    | Елизавета Августа                  |                                    |  |  |                              |                              |                              |                              |                              |                              |                 |                 |                                |                                |                                |                                |                                |                                |                              |                              |                              |                              |                    |                    |                             |                             |                             |                             |                             |                             |                      |                      |                      |                      |  |  |